# Blue Blazes (film 1922)
Blue Blazes è un film muto del 1922 diretto da Charles W. Mack e Robert Kelly. Prodotto da Ovid M. Doubleday, un piccolo produttore indipendente, aveva come interpreti principali la coppia formata (anche nella vita) da Lester Cuneo e Francelia Billington.

## Trama
Pugile di successo, Jerry Connors si stanca dei suoi allori e della vita frenetica che vive. Lascia tutto e salta su un treno in partenza per il West. Lasciato in una stazione lungo la strada, viene derubato da alcuni vagabondi. Facendosi passare anche lui per vagabondo, affamato, va a chiedere da mangiare in un ranch lì vicino. Scopre così che la proprietaria e sua figlia Mary sono nei guai a causa del mutuo che non riescono a pagare. La ragazza, poi, è insidiata da un tipaccio che vuole costringerla a sposarlo. Jerry, che si è innamorato di lei, si ferma alla fattoria, deciso ad aiutare le due donne. Dopo alcune vicissitudini, riesce ad avere la meglio sul suo rivale e a riprendersi i terreni del ranch, ricchi di petrolio. Tutto finisce felicemente quando lui rivela di non essere un vagabondo, bensì un ricco campione della boxe.

## Produzione
La lavorazione del film, prodotto dalla Doubleday Production Company, finì a metà aprile 1921.

## Distribuzione
Distribuito dalla Western Pictures Exploitation Company, il film uscì nelle sale statunitensi il 13 gennaio 1922.
Non si conoscono copie ancora esistenti della pellicola che viene considerata presumibilmente perduta.